# Budy-Kałki (osada leśna)
Budy-Kałki – osada leśna w Polsce położona w województwie mazowieckim, w powiecie żyrardowskim, w gminie Puszcza Mariańska.
W latach 1975–1998 miejscowość administracyjnie należała do województwa skierniewickiego.